# Federazione cestistica dell'Albania
La Federazione cestistica dell'Albania (Federata Shqiptare e Basketbollit) è l'ente che controlla e organizza la pallacanestro in Albania.
Si è affiliata alla Federazione Internazionale Pallacanestro nel 1947. Ha sede a Tirana.
L'ABF controlla la nazionale maschile e femminile, ed i campionati di Division A1 (maschile e femminile).